# Gewöhnliches Ruchgras
Das Gewöhnliche Ruchgras, Wohlriechendes Ruchgras oder kurz Ruchgras (Anthoxanthum odoratum) ist eine Pflanzenart aus der Gattung der Ruchgräser (Anthoxanthum) innerhalb der Familie der Süßgräser (Poaceae). Sie ist in Eurasien weitverbreitet. Das Heu weist aufgrund der Bildung von Cumarin einen charakteristischen Heu- bzw. Waldmeister-Geruch auf.

## Beschreibung

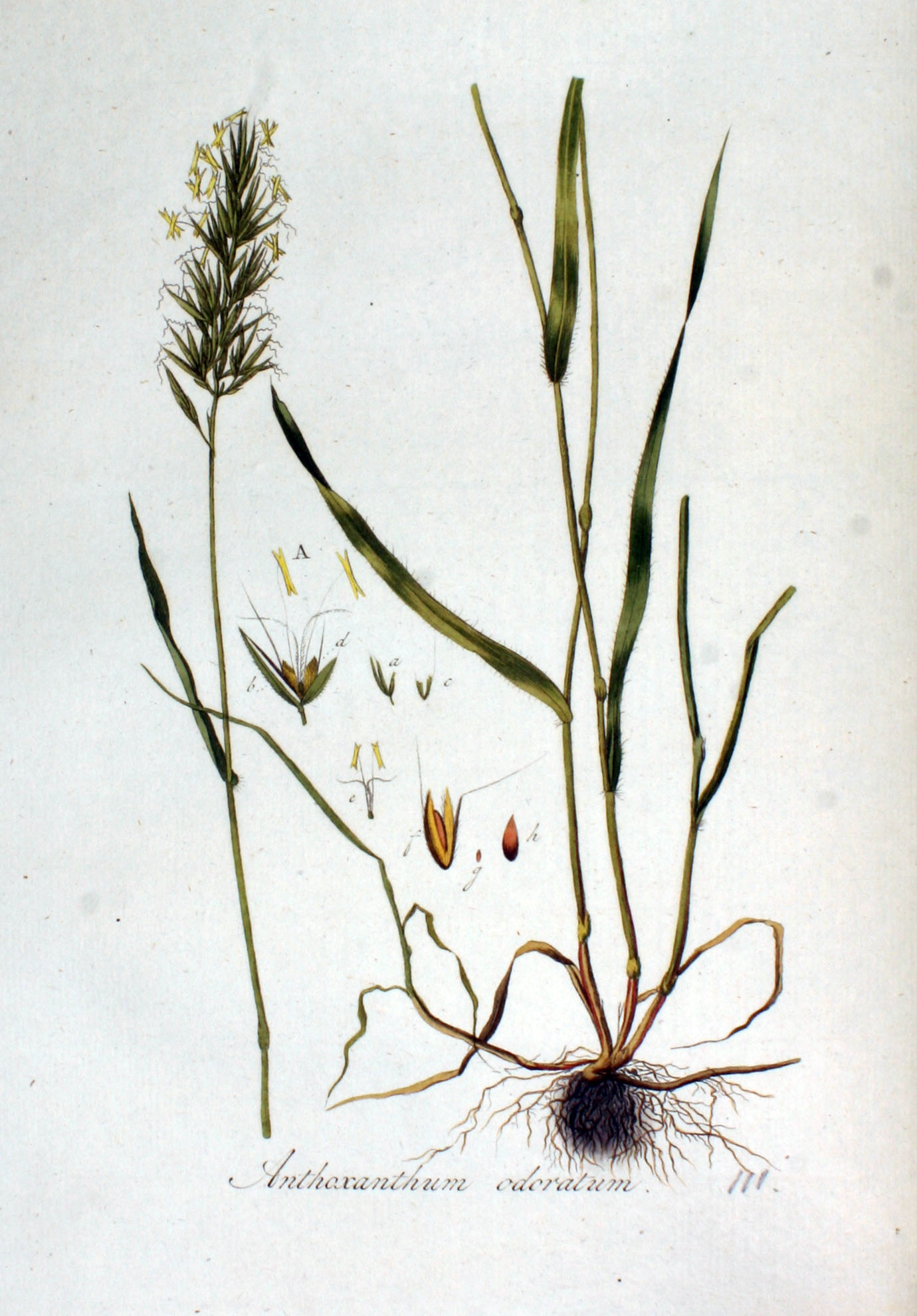
Illustration aus Flora Batava, Volume 2

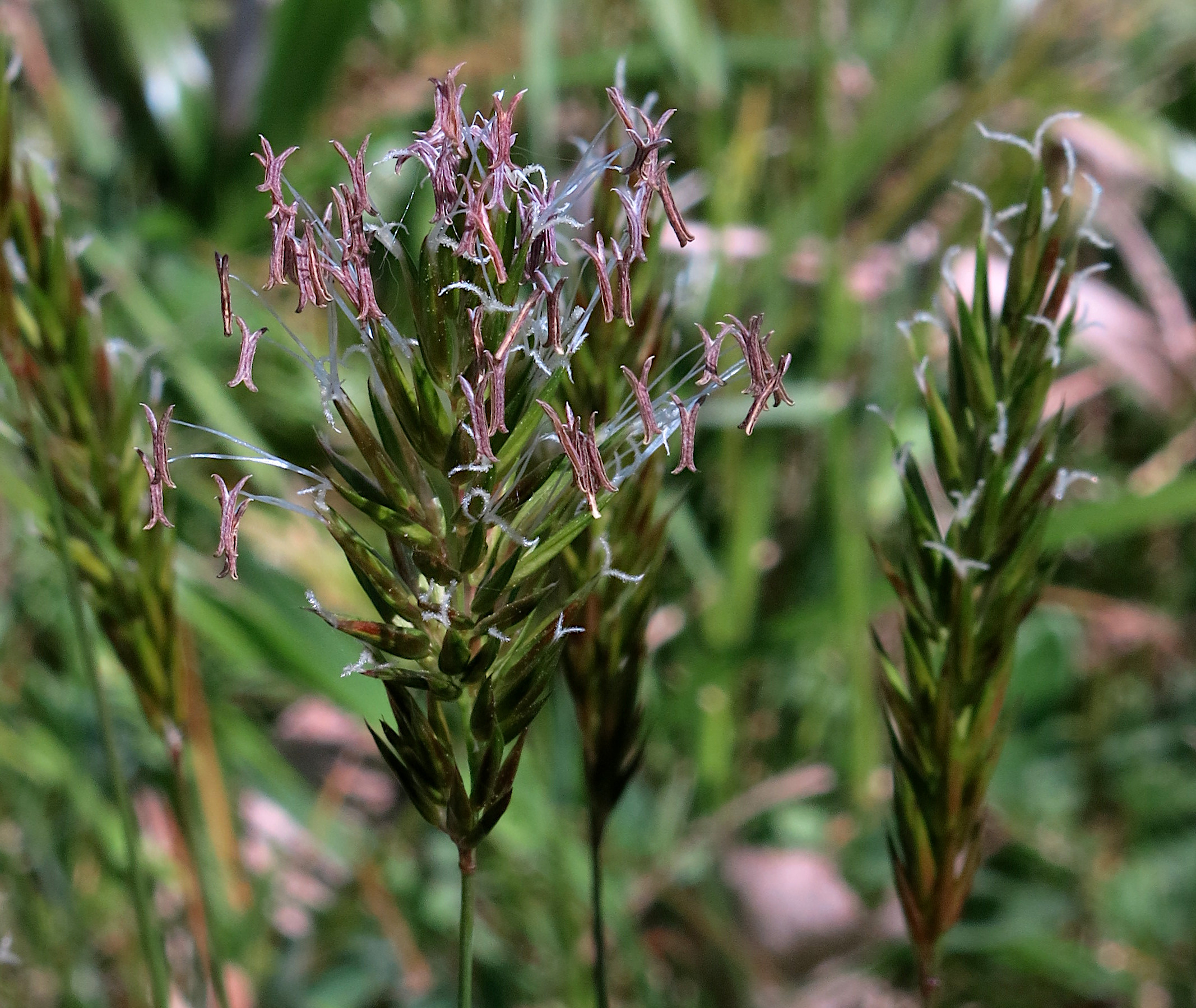
Blühend

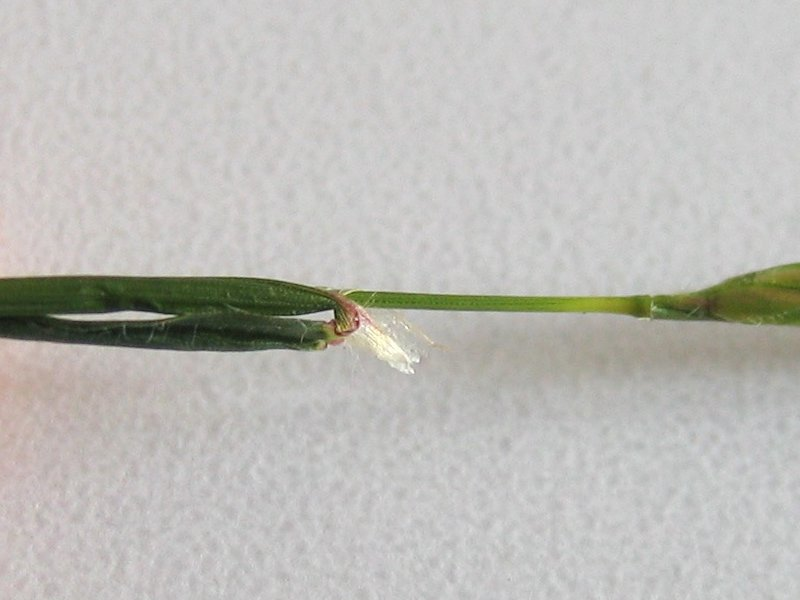
Haarbüschel am Blattgrund

### Vegetative Merkmale

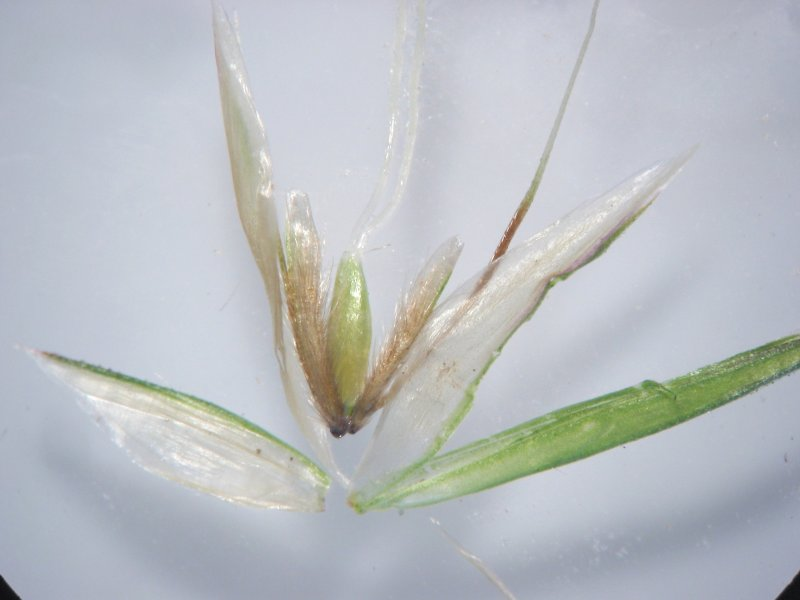
Ährchen mit abgespreizten Spelzen

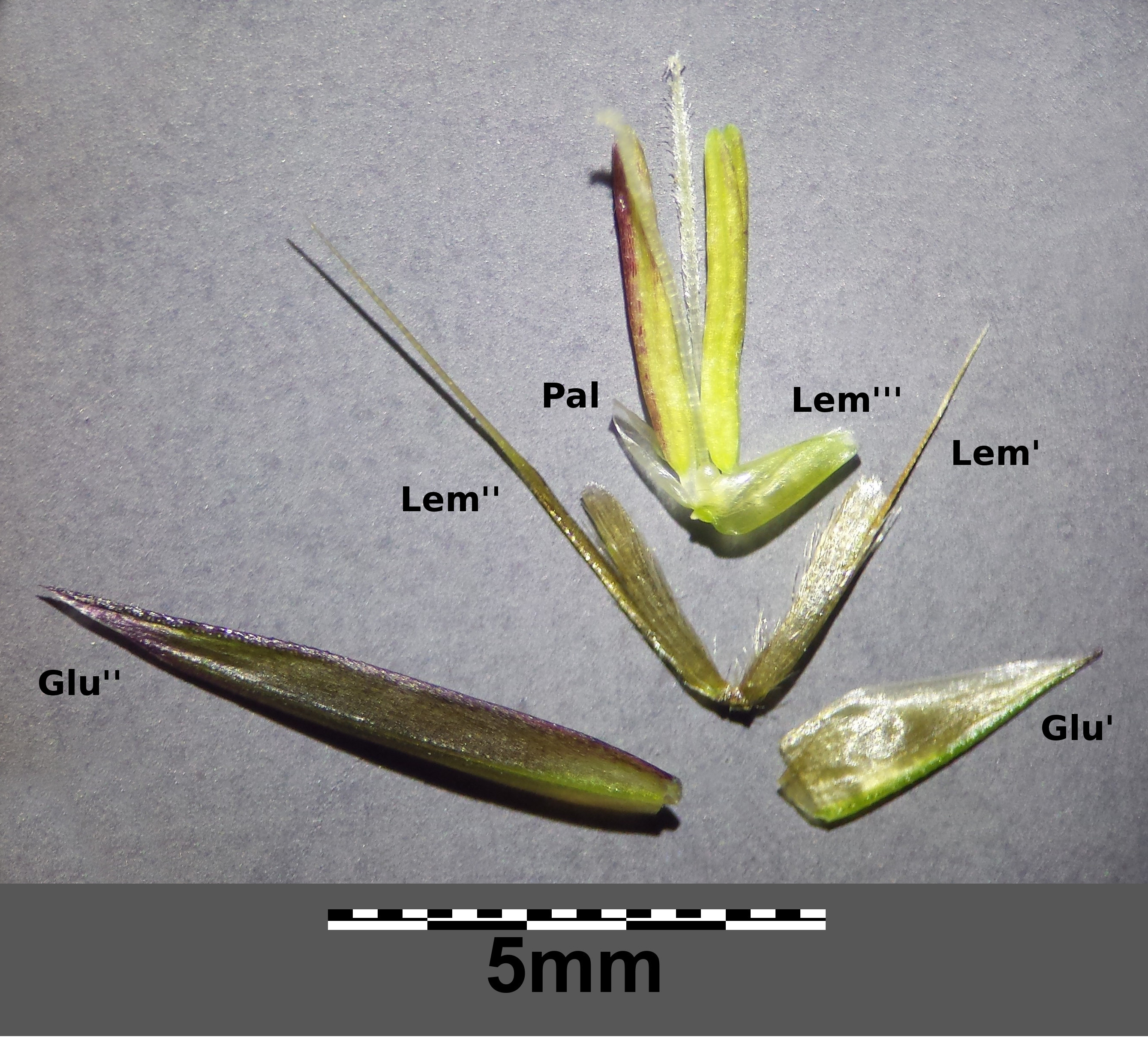
Ährchen, zerlegt; Glu', Glu" = Hüllspelzen; Lem', Lem" = Deckspelzen der sterilen, verkümmerten Blüten; Lem'" = Deckspelze der fertilen Blüte; Pal = Vorspelze der fertilen Blüte

Das Gewöhnliche Ruchgras ist eine ausdauernde krautige Pflanze und erreicht Wuchshöhen von 15 bis 50, selten bis 80 Zentimetern. Es ist ein zartes Gras mit kleinen, lockeren Horsten. Die zahlreichen Erneuerungssprosse wachsen innerhalb der Blattscheiden hoch. Die Halme besitzen zwei bis vier Knoten (Nodien).
Die Laubblätter sind in Blattscheide und Blattspreite gegliedert. Die Blattscheiden sind kahl oder mit Haaren (Trichomen) von 0,5 bis 1 Millimeter Länge besetzt, an der Öffnung sind die Haare 1 bis 2 Millimeter lang. Das Blatthäutchen ist ein häutiger Saum von 1,5 bis 5 Millimeter Länge. Die Blattspreiten sind 2 bis 10 Zentimeter lang und 2 bis 6 Millimeter breit. Bei Pflanzenexemplaren feuchter Standorte kann die Länge 30 cm und die Breite 8 Millimeter betragen. Die Spreiten sind flach ausgebreitet, auf beiden Seiten grau-grün, matt, sowie kahl oder behaart.

### Generative Merkmale
Die Blütezeit reicht von April bis Juni, selten bis Juli. Der rispige Blütenstand ist 2 bis 8 Zentimeter lang, 6 bis 15 Millimeter breit, dicht und zusammengezogen. Die Ährchen enthalten drei Blüten und sind bei einer Länge von 6 bis 9 Millimetern breit-lanzettlich. Die Hüllspelzen sind sehr ungleich, gekielt, häutig, kahl und nur auf dem Kiel behaart oder dicht und kurz behaart. Die untere Hüllspelze ist einnervig, bei einer Länge von 4 bis 6 Millimetern lanzettlich, die obere ist dreinervig, bei einer Länge von 6 bis 9 Millimetern breit-lanzettlich. Die beiden untersten Blüten jeden Ährchens sind steril, ihre Deckspelzen sind untereinander fast gleich, bei einer Länge von 3 bis 4 Millimetern schmal-elliptisch und am oberen Ende breit-gerundet bis kurz eingekerbt, mit 0,6 bis 1 Millimeter langen, dicht stehenden Haaren. Die untere dieser Deckspelzen ist fünfnervig und trägt auf dem Rücken in der Mitte eine 2 bis 3 Millimeter lange Granne, die obere ist viernervig und hat am Grund eine 6 bis 9 Millimeter lange gekniete Granne. Die Vorspelze fehlt bei den beiden sterilen Blüten. Im obersten, fertilen Blütchen ist die Deckspelze fünfnervig, bei einer Länge von 2 bis 2,5 Millimetern eiförmig, glatt, glänzend und kahl. Ihre Vorspelze ist einnervig und bei einer Länge von 1,8 bis 2,3 Millimetern eiförmig. Es gibt zwei Staubbeutel, die 3 bis 4,5 Millimeter lang sind.
Die Karyopse ist bei einer Länge von etwa 2 Millimetern elliptisch. Die Ährchen zerfallen zur Reife so, dass alle drei Blütchen des Ährchens zusammen aus den Hüllspelzen fallen.
Die Chromosomenzahl beträgt in Mitteleuropa 2n = 20. Diese Art ist dort tetraploid.

## Ökologie
Das Gewöhnliche Ruchgras ist ein horstbildender Hemikryptophyt, der in Lehmböden bis 15 Zentimeter tief wurzelt. Vegetative Vermehrung erfolgt durch lange Ausläufer. Das Heu weist aufgrund der Bildung von Cumarin einen charakteristischen Heu- bzw. Waldmeister-Geruch auf.
Blütenökologisch handelt es sich um Windbestäubung des „Langstaubfädigen Typ 2“. Die Blüten sind vorweiblich und trotz fehlender Schwellkörper zur Anthese gespreizt und selbstfertil.
Die Karyopsen sind sehr klein und fest von den Deckspelzen umschlossen. Ausbreitungseinheit sind mehrblütige Teilblütenstände, die der Klettverbreitung unterliegen durch den knieförmig bleibenden Griffel und die abstehenden Haare der unteren Deckspelzen, dazu sind sie Bohrfrüchte und unterliegen wegen der zwischen Spelze und Frucht eingeschlossenen Luft der Windausbreitung als Ballonflieger. Sie sind Lichtkeimer. Fruchtreife ist von Juni bis August.

## Vorkommen und Gefährdung
Das Gewöhnliche Ruchgras ist von Europa bis zur Mongolei, in Makaronesien und im nordwestlichen Afrika weitverbreitet. In Nordamerika und anderen kühlgemäßigten Gebieten ist es ein Neophyt. Der Verbreitungsschwerpunkt liegt in den subozeanischen Gebieten. Es kommt in Europa in fast allen Ländern vor und fehlt nur in Nordmazedonien. Es kommt von der Ebene bis in die Gebirge vor. Im Schwarzwald steigt es bis in Höhenlagen von 1425 Meter, in den Alpen bis etwa 1500 Meter.
Der Verbreitungsschwerpunkt liegt in mageren Bergwiesen, wo es als frühblühende Art den Frühjahrsaspekt bildet. Daneben wächst es in anderen Magerwiesen, in lichten Laubwäldern, in Gebüschen, an Wegrändern und in Flachmooren. Es bevorzugt frische bis mäßig trockene, eher nährstoffarme, basen- und kalkarme, eher saure, humose Lehm- und Sand-Lehm-Böden. Es ist eine Lichtpflanze und Magerkeitszeiger.
Die ökologischen Zeigerwerte nach Landolt et al. 2010 sind in der Schweiz: Feuchtezahl F = 3 (mäßig feucht), Lichtzahl L = 4 (hell), Reaktionszahl R = s (sauer), Temperaturzahl T = 3+ (unter-montan und ober-kollin), Nährstoffzahl N = 2 (nährstoffarm), Kontinentalitätszahl K = 3 (subozeanisch bis subkontinental).
Im pflanzensoziologischen System ist es eine Art der Molinio-Arrhenatheretea (Grünland-Gesellschaften). Daneben kommt es auch in Scheuchzerio-Caricetea- (Flach- und Niedermoore) und Nardo-Callunetea-Gesellschaften (Bürstlingsrasen und Zwergstrauchheiden) sowie im Quercion roboris (Eichen-Birken-Wälder) vor.
Das Gewöhnliche Ruchgras ist in Mitteleuropa weit verbreitet, lediglich in Mecklenburg-Vorpommern wird es in der Roten Liste als gefährdet geführt.

## Taxonomie und Systematik
Die Erstveröffentlichung von Anthoxanthum odoratum erfolgte 1753 durch Carl von Linné in Species Plantarum, Tomus I, S. 28.
Bei manchen Autoren gibt es etwa zwei Unterarten:
- Anthoxanthum odoratum L. subsp. odoratum: Sie kommt in Eurasien und in Nordafrika vor.[3] In Mitteleuropa ist sie in mittleren Höhenlagen verbreitet. Die Chromosomenzahl beträgt 2n = 40.[9]
- Anthoxanthum odoratum subsp. alpinum (Á.Löve & D.Löve) B.M.G.Jones & Melderis (Syn.: Anthoxanthum alpinum Á.Löve & D.Löve): Sie kommt in Eurasien vor.[3] In Mitteleuropa kommt sie in den Alpen und Mittelgebirgen vor in Höhenlagen von etwa 1400 bis 3100 Metern. Die Chromosomenzahl beträgt 2n = 10.[9]

## Nutzung
Das Gewöhnliche Ruchgras ist ein ertragsarmes Gras, das vom Weidevieh aufgrund seines bitteren Geschmacks gemieden oder nur ganz jung gefressen wird. Es gilt als „minderwertiges, früher überschätztes Allerweltsgras“. Aufgrund des Geruches wird es teilweise Zierrasenmischungen beigegeben.
Aufgrund des Cumarin-Gehaltes wurde und wird es als Würze für Getränke, für Schnupftabak und Kräuterkissen verwendet. In größeren Mengen gilt es als schädlich.

## Trivialnamen
Für das Gewöhnliche Ruchgras sind oder waren, zum Teil nur regional, auch die Bezeichnungen Goldgras (Schlesien), Lavendelgras (Schlesien), Teukagras und Weidschmächen (Pinzgau) gebräuchlich.

## Belege
Neben den in den Einzelnachweisen aufgeführten Quellen beruht der Artikel auf folgenden Unterlagen: